# BD-J
BD-J es una característica abanderada del formato óptico de alta definición blu-ray que hace posible la interactividad entre el usuario y el contenido del disco blu-ray. Esto hace posible a las grandes desarrolladoras y editoras de películas en blu-ray crear libremente contenido interactivo BD-J e incluirlo en el disco bluray en forma de juegos interactivos, localizador, editor y reorganizador de escenas creando en el usuario la sensación de poder convertirse en director de su película favorita al modificarla a su gusto y convertirla en su propio film. Todo eso nunca antes imaginado en un DVD convencional, pero posible a la tecnología de blu-ray.
BD-J ya es compatible por actualización de firmware en los primeros reproductores bluray comercializados, mientras que los nuevos lo soportan de serie por estándar de la Blu-ray Disc Association o BDA (Asociación de Discos Blu-Ray). 

## Películas
La película Piratas del Caribe de Disney editada en blu-ray usa esta tecnología, permitiendo jugar e interactuar con los personajes con sólo insertar el disco en el reproductor. Actualmente se prevé la masificación de este agregado del blu-ray BD-J en los próximos títulos que serán lanzados en este formato.

## Java
La tecnología de Java, que en un lenguaje de programación desarrollado por Sun Microsystems, está presente en forma de programas y software en los PCs de todo el mundo, pero ahora también está incluida en la mayoría de dispositivos multimedia modernos y es usada por casi todas las marcas de teléfonos móviles a nivel mundial debido a su lenguaje de programación libre. La gran mayoría de juegos, aplicaciones, sistemas operativos para teléfonos móviles usan software Java ME; esto representa la libertad de desarrollar contenidos interactivos en cualquier plataforma que soporte Java.
- Datos: Q795747